# Club Atlético Carlos Pellegrini Punta Alta
El Club Atlético Carlos Pellegrini fue fundado el 12 de agosto de 1944, en la ciudad de Punta Alta (Argentina). La actividad principal de dicha entidad, desde sus comienzos, fue la práctica del básquetbol, tanto masculino como femenino, utilizando los colores azul y grana para identificarse.

## Orígenes
En los años sesenta, el ferrocarril decide rematar los terrenos ubicados en la intersección de las calles Pellegrini y Buchardo, que eran de su propiedad. Un grupo de hombres del barrio vieron la posibilidad de poder contar con un espacio donde niños, adolescentes y jóvenes pudieran realizar una actividad física. Luego de grandes esfuerzos para recaudar fondos, se accede a la compra de dicha porción de tierra, lugar donde actualmente reside la institución.

## Gimnasio
En 1978, otro grupo de hombres, comandados por el Sr. Daniel Rubio, decidieron construir un gimnasio de baloncesto. La empresa Lupi Hnos. Construcciones tomó como pago una parcela de tierra del club. El 16 de octubre de 1979 se inauguró el gimnasio, lo que produjo la reactivación del club.

## Torneos
A partir de los años ochenta se produjeron grandes logros deportivos que coincidieron con la puesta en marcha, nuevamente, de la institución. Se ganaron muchos torneos de minibásquet, de menores y también de primera división. A lo largo de esa década, se sucedieron finales memorables con el Club Atlético Sporting
En 1987 el club intervino en el Campeonato Provincial de Clubes, clasificatorio para la Liga Nacional C, no logrando su objetivo, pero sí dejando bien sentado el nombre de la institución, y brindándole a muchos jóvenes la posibilidad de competir fuera de la ciudad. El equipo compitió con Alem y Liniers (de Bahía Blanca), Huracán (de Tres Arroyos), Rácing (de Olavarría) y Kímberley (de Mar del Plata).
En 1995 el club participó en el Torneo Provincial de Clubes, cotejando con los equipos de San Martín (de Sierras Bayas) y Pueblo Nuevo (de Olavarría), Blanco y Negro (de Coronel Suárez y Los Andes (de Punta Alta). A pesar de no lograr la clasificación a la siguiente instancia, el elenco azulgrana fue protagonista del torneo, ya que en la última fecha dejó sin invicto a Pueblo Nuevo jugando en calidad de visitante.
A principios de 1996, el club participó en la Liga Juvenil. En aquel equipo, con grandes jugadores, se recuerda a Mauro Bianco como la gran figura de ese plantel. Tras varios años en el club Costa Sud (de Tres Arroyos), en la actualidad juega en la Liga Nacional B con Oberá Tenis Club, de Oberá (provincia de Misiones).
Durante los años 2000 al 2009 el equipo se consagró campeón en nueve oportunidades, siendo el equipo con más campeonatos durante la primera década del nuevo milenio. Obtuvo los títulos en primera división Bicampeón 2000 (DT Ricardo Dagotto), Campeón oficial 2001 (DT Eric Scarfi), Campeón oficial 2003, apertura 2004 y apertura 2005 (DT Enrique Moreno),Bicampeón 2008 y apertura 2009 (DT Norberto Coll), siendo el club más ganador en Primera División en esa década, contando en sus filas con la mayoría de jugadores nacidos basquetbolísticamente en la institución, como el caso de Fabricio Starc, quien luego fuera jugador de Bahiense del Norte, Olimpo, Liniers y 9 de Julio de Bahía Blanca y habiendo pasado por el club El Nacional de Monte Hermoso en el Torneo Nacional obteniendo el Ascenso a la LNB.
En 2007, el club volvió a participar de la Liga Juvenil, sorteando la primera fase para luego caer frente a Bahiense del Norte (equipo que se coronó campeón nacional) en los octavos de final de la provincia.
También es un orgullo para Pellegrini tener entre sus planteles a las campeonas provinciales de los Torneos Juveniles, categoría Cadetas Femenino. Obtuvieron la medalla dorada a fines del 2001, durante la final realizada en Mar del Plata, repitiendo el logro en los años 2003, 2004 y 2006.
En 2018, la institución participó de la Liga Provincial de Básquetbol de mayores, obteniendo una histórica clasificación a la segunda fase de la misma.
A partir de 2019 participa de los torneos de la ABB (Asociación Bahiense de Básquetbol) tanto en categorías menores como en Primera División.
En 2022 se consagró como el último Campeón del torneo de la Asociación Puntaltense de Basquetbol
- Datos: Q17385190